# Droga krajowa N15 (Ukraina)
Droga krajowa N15 (ukr. Автошлях Н 15) – droga krajowa na Ukrainie. Rozpoczyna się w Zaporożu, następnie biegnie przez Nowomykołajiwkę, Pokrowśkę, Kurachowo i kończy się w Doniecku. Droga ma 208,8 km i przechodzi przez 3 obwody: zaporski, dniepropetrowski oraz doniecki.